# Brian Duffield
Brian Duffield es un director de cine, guionista y productor estadounidense. Dirigió la comedia negra Spontaneous de 2020 y las películas que ha escrito incluyen Love and Monsters (2020), Underwater (2020) y The Babysitter (2017). Se destaca que Duffield tiene múltiples guiones especulativo incluidos en The Black List, una lista de la industria de guiones bien considerados, que incluye Jane Got a Gun (2015) y Your Bridesmaid is a Bitch.

## Primeros años
Duffield creció en Harrisburg, Pensilvania con sus padres, Brian y Brenda Duffield, y dos hermanas. En 1995, con nueve años, se mudó a Irlanda cuando sus padres decidieron hacerse misioneros. Describió el entorno como completamente remoto y rezagado en la cultura popular. Duffield asistió a la escuela donde, en un aula, un maestro impartía tres grados, lo que describió como muy "al estilo de Little House on the Prairie". Regresó a los Estados Unidos cuando se graduó de la escuela secundaria en 2004.
Duffield se graduó de la Universidad del Temple y Messiah College en 2008. Después de graduarse, se mudó a Universal City, California, para realizar una pasantía de verano en la Universidad de Temple en los apartamentos Oakwoods antes de la huelga de guionistas en Hollywood de 2007-2008 y al comienzo de la Gran Recesión.
A partir de ahí, Duffield trabajó en varios trabajos antes de convertirse en guionista profesional. Su primer trabajo en Los Ángeles fue en la ahora desaparecida Storyopolis, una librería/galería de arte para niños, en Studio City, donde trabajó con el escritor Blake Harris. También ha trabajado como asistente y lector de guiones dentro de la industria cinematográfica durante varios años. Antes de vender su primer guion, Duffield trabajó temporalmente en la fábrica Lucky Brand Jeans en la cercana Vernon, California.

## Carrera
La primera venta de guiones especulativos de Duffield fue para Your Bridesmaid is a Bitch para Skydance Media. La historia se basa parcialmente en su experiencia personal con las bodas de sus amigos y una serie de relaciones fallidas. Su amigo de la universidad había enviado una copia a un contacto de la empresa gestora Circle of Confusion, quien más tarde se ofreció a ser el manager de Duffield. Varios días después, se reunieron con Skydance, quien compró el guion. Eli Craig fue designado por última vez para dirigir y reescribir la película en mayo de 2015. Black List Live!, una lectura teatral mensual en vivo de guiones incluidos en Black List, presentó Your Bridesmaid is a Bitch en 2014.
Duffield vendió su guion de Monster Problems a Paramount Pictures en 2012. Más tarde, Matthew Robinson fue contratado para reescribir y Michael Matthews dirigió la película retitulada, Love and Monsters. La película se estrenó en octubre de 2020.
El primer encargo de escritura de Duffield fue para la adaptación cinematográfica del segundo libro de la trilogía Divergente, Insurgent (2015), en 2013.
El guion de The Babysitter (2017) se vendió a la compañía de McG, Wonderland Sound and Vision, en una suasta. McG también dirigió la película, que luego se estrenó en Netflix en octubre de 2017.
En 2020 se estrenó el thriller Underwater protagonizado por Kristen Stewart. El guion fue de Duffield y revisado por Adam Cozad. Duffield hizo su debut como escritor y director con la comedia negra Spontaneous ese mismo año.

## Vida personal
Duffield está casado. Sus padres todavía residen en Irlanda.

## Filmografía
| Year | Title                           | Director | Escritor | Productor |
| ---- | ------------------------------- | -------- | -------- | --------- |
| 2014 | Quarantine                      | No       | Sí       | No        |
| 2015 | The Divergent Series: Insurgent | No       | Sí       | No        |
| 2015 | Jane Got a Gun                  | No       | Sí       | No        |
| 2017 | The Babysitter                  | No       | Sí       | Ejecutivo |
| 2020 | Underwater                      | No       | Sí       | No        |
| 2020 | The Babysitter: Killer Queen    | No       | No       | Ejecutivo |
| 2020 | Spontaneous                     | Sí       | Sí       | Sí        |
| 2020 | Love and Monsters               | No       | Sí       | No        |
| 2023 | Cocaine Bear                    | No       | No       | Sí        |
| 2023 | Skull Island                    | No       | Sí       | Ejecutivo |
| 2023 | No One Will Save You            | Sí       | Sí       | Sí        |